# Diario Opinión
Diario Opinión es un periódico matutino ecuatoriano fundado en 1991 y publicado en la ciudad de Machala con cobertura en toda la provincia de El Oro. Esta publicación se caracteriza por ser objetiva e imparcial, además su equipo de periodistas y colaboradores está conformado por profesionales en el campo de la investigación informativa. Las noticias que se encuentran en las páginas de Diario Opinión van más allá de los hechos acaecidos en la ciudad de Machala y la provincia, pues las noticias aquí publicadas también hacen referencia al acontecer nacional e internacional.

## Historia
El 8 de septiembre de 1991 se publicó el periódico dirigido a una colectividad que buscaba más información de prensara. Su fundador es Welmer Quezada Neira, quién tuvo la idea de poner en circulación un diario diferente a los ya existentes, a pesar de que en un inicio hubo problemas financieros, y fundamentalmente de sustentabilidad.
Welmer Quezada Neira deseaba darle a la ciudad de Machala una nueva opción comunicacional, con lo que se impuso una nueva forma de diarismo, que fuera más allá de los simples intereses personales y se convirtiera en una especie de campaña que difundiera sin temor ni haciendo apología a los problemas de la comunidad. Esto ayudará a reproducir y estimular las iniciativas que impulsan el desarrollo de la ciudad y la república.

## Secciones y suplementos
- Actualidad: espacio para las noticias que están más difundidas actualmente
- País: información sobre los hechos ocurridos en la república del Ecuador.
- Paparazzi: fotos sobre personalidades de la farándula local.
- Opinión: es el espacio en donde varios colaboradores plasman sus ideas sobre problemáticas actuales e históricas, entre los principales columnistas están: Ing. Jofre Roldan Izquierdo; Antrop. Daniel Xavier Calva Nagua; Dr. Eudaldo Enrique Espinoza Freire; etc.[2]
- Provincia: en este segmento se destacan las principales noticias de la provincia de El Oro.
- Deportes: en este espacio se hace un enfoque mayor a los eventos deportivos locales.
- Entretenimiento: un breve espacio en donde se ubica un crucigrama y otras actividades clásicas en los periódicos.
- Acontecimientos: las principales noticias de crónica roja de las ciudades de la provincia de El Oro y el país.
- Familia y salud: noticias, recomendaciones y opiones sobre como vivir mejor.
- Ciencia y tecnología: las novedades que la ciencia pone a disposición del ser humano.
- Avisos: es la sección para los anuncios clasificados.
- En Boga: es un suplemento que circula todos los domingos junto al periódico.